# Body Minute
Body Minute, stylisée Body'Minute, est une entreprise française de soins de beauté.

## Histoire
Body Minute est fondée par Jean-Christophe David, fils du créateur de la chaîne de coiffure Jean-Louis David, en 1998,. En 1996, alors coiffeur, il lance son réseau d’instituts de beauté sans rendez-vous, centré sur le « concept de la minute », d'abord nommés Epil Minute puis Body Minute.
L'enseigne s'implante au Luxembourg en 2010. L'entreprise lance des bars à ongles sous l’enseigne Nail’minute et des salons de coiffure sous le nom Hair’minute. Elle ouvre en moyenne 40 nouveaux espaces chaque année et lance son site de vente en ligne. Elle publie en 2015 un baromètre montrant une corrélation entre le moral des ménages selon les chiffres de l'INSEE et le recours aux massages dans ses instituts. En 2017, elle compte 450 instituts et près de 220 franchisés à travers la France. Deux ans plus tard, le chiffre d'affaires de l'entreprise est de 150 millions d'euros pour 500 instituts détenus.

## Activité, produits et services
L'entreprise commercialise depuis 1998 un abonnement mensuel permettant aux clientes d’accéder sans rendez-vous à des prestations d’épilation, de manucure, de soins du visage ou des cheveux et de massages à des prix réduits. Ce modèle vise une clientèle recherchant rapidité et accessibilité.
Body Minute commercialise également une gamme de produits cosmétiques sans parabène, représentant environ 10 % de son chiffre d'affaires. 

## Controverses et affaires judiciaires

### Procédures entre Body Minute et Beiersdorf pour contrefaçon et concurrence déloyale
À partir de 2015, Nivea (Beiersdorf) et Body Minute s'accusent mutuellement de contrefaçon et de concurrence déloyale. Alors que Body Minute cherche à étendre ses marques à l'échelle européenne, Beiersdorf engage en 2016 des poursuites arguant que son logo rond pourrait prêter à confusion avec celui de Nivea. Jean-Christophe David et les 1800 esthéticiennes travaillant pour Body Minute, s'opposent à Beiersdorf. La justice donne raison à Body Minute en mai 2024 et lui permet de continuer à utiliser son propre rond bleu sur ses produits cosmétiques de la marque Skin Minute. Nivéa avait en effet commencé à utiliser un logo rond après le dépôt de marque de Skin Minute.

### Plainte auprès du jury de déontologie publicitaire
En octobre 2024, une cliente porte plainte auprès du jury de déontologie publicitaire après que cette dernière ait découvert un édito sexiste dans un livret publicitaire. Le jury constate que le texte réduit la femme à un « objet au service de l’épanouissement de l’homme qui est défini comme un objectif à atteindre pour cette dernière, par le biais des soins esthétiques ».

### Litige avec Laurène Lévy
En octobre 2022, la créatrice de contenus Laurène Lévy, qui se définit comme militante du bien-être au travail, publie sur l'application TikTok une vidéo humoristique dite POV (point de vue), dans laquelle elle parodie les esthéticiennes de l'enseigne et dénigre l'expérience client, bien qu’elle ait elle-même été abonnée pendant cinq ans. Laurène Lévy est informée en message privé par des esthéticiennes de l'enseigne Body Minute qu'un communiqué interne à son sujet circule pour faire signaler sa vidéo. Dans ce même communiqué, il est également conseillé de publier de faux avis positifs sur les instituts. L'entreprise envoie également plusieurs courriers à la créatrice de contenu puis à son employeur pour lui demander de supprimer sa vidéo, ainsi que des huissiers sur son lieu de travail afin de fouiller son ordinateur.
En décembre 2024, l'enseigne porte plainte contre Laurène Lévy pour « dénigrement commercial ». Puis Body Minute publie sur TikTok des vidéos dont une dans laquelle elle s'adresse directement à Laurène Lévy en la surnommant « Laurène la haine ». Ces vidéos font réagir et des internautes, dont la chanteuse Sindy (en), partagent aussi leurs mauvaises expériences avec l'enseigne. Interrogé par Le Parisien, le président de Body Minute soutient que cette communication vise à défendre les jeunes esthéticiennes employées par la marque, souvent en début de carrière, face à des critiques qu’il juge injustes.

### Salariat déguisé
Après la polémique avec la créatrice de contenu Lévy, des franchisées saisissent les prud’hommes pour faire valoir un « salariat déguisé » au sein de l’enseigne, et dénoncent un contrôle excessif de la direction, qui impose des conditions de travail éprouvantes.
Après l'appel au boycott des internautes, une franchisée indique avoir perdu près de 30% de son chiffre d'affaires depuis le début de la débâcle. En mars 2025, une autre franchisée indique avoir une baisse de chiffre d’affaires allant de 60 à 70 % et ayant que 5 clientes dans son institut sur une journée, alors qu’en temps normal, elle en reçoit une dizaine par jour.